# Хаммарланд
Ха́ммарланд (швед. Hammarland) — община в Финляндии, на Аландских островах. Население по данным на 2012 год составляло 1528 человек; площадь — 1223 км², из которых 1085 км² заняты водой. Плотность населения — 11,06 чел/км². Официальный язык — шведский, является родным для 95,1 % населения. Финский — родной для 2,9 % населения; другие языки — для 1,9 %.
Общине принадлежит самая западная точка Финляндии — остров Меркет, который, несмотря на его очень малый размер, она делит со Швецией. 13 августа 2012 года коммуну посетил президент Финляндии Саули Нийнистё.